# Багдасаров, Армен Юрьевич
Армен Юрьевич Багдасаров (узб. Armen Bagdasarov; род. 31 июля 1972, Ташкент) — известный узбекистанский дзюдоист и тренер по дзюдо. 2005-2016 Президент Федерации дзюдо Узбекистана. Легендарная заслуга Армен Багдасарова является в том, что он стал первым спортсменом в истории независимого Узбекистана, принесшим стране медаль летних Олимпийских игр. 2007-2021 Спорт директор Международной Федерации Дзюдо(IJF).2021 избран Рефери директор Международной федерации дзюдо ( IJF),в 2017году присвоен 8 дан (DAN)

## Биография
В 1990-1992г. Победитель Первенств СССР среди молодёжи.В 1992 бронзовый призёр первенства Европы до 20 лет.В 1993-2001 годах Армен Багдасаров входил в состав национальной сборной Узбекистана по дзюдо. Пиком его спортивной карьеры стал 1996 год, когда он стал чемпионом Азии и выиграл серебряную медаль Олимпийских игр в Атланте. В 1998 году он также стал серебряным призёром Азиатских игр, а в 1999 году вновь победил на чемпионате Азии. К десятилетию независимости Узбекистана была выпущена серия марок, одна из которых посвящена спортивным достижениям Армена Багдасарова.
В 2001 году Армен Багдасаров завершил спортивную карьеру и сначала стал главным тренером сборной Узбекистана по дзюдо, а в 2005 возглавил национальную федерацию этого вида спорта Одновременно он является директором Республиканской школы высшего спортивного мастерства по спортивным единоборствам..С 2007 года избран Спортивным Директором Международной Федерации Дзюдо (IJF)
В 2021 году избран Рефери Директором Международной Федерации Дзюдо (IJF)
Тренерами Багдасарова Армена Юрьевича являлись заслуженный тренер Узбекистана Пятаев Владимир Евгеньевич и Мордухаев Исаак Ильич.

## Награды и звания
- Орден «Мехнат шухрати» (1996)[2]
- Заслуженный спортсмен Республики Узбекистан (2000)[6]
- Заслуженный тренер Республики Узбекистан (2006)[7][8]